# Emoglobina C
L'emoglobina C (HbC) è una forma di emoglobina mutata, in cui si è verificata la sostituzione di un residuo di acido glutammico con un residuo di lisina in posizione 6 della catena beta-globina (sostituzione E6K) . Di conseguenza si instaura un quadro di emoglobinopatia, che spesso è peggiorato dalla concomitante presenza, in eterozigosi, di HbS. Questa condizione porta ad una grave forma di anemia.